# Брашно
Брашно је ситно самлевена и просејана пшеница (жито). Али брашно се прави (мељавом) и од кукуруза, ражи, соје, јечма. Постоји и цементно брашно. Но у даљем тексту ће бити речи о већ поменутом брашну од пшенице.
CDC је упозорио да се не једе тесто од сировог брашна. Сирово брашно може да садржи бактерије као што је E. coli и мора да се термички обради као и друга храна.

## Историја
Кукурузно брашно је важно у мезоамеричкој кухињи од давнина и остаје основна намирница у Америци. Ражено брашно је саставни део хлеба у централној и северној Европи. Археолошки докази за прављење брашна (пшенично семе згњечено између једноставних млинских каменова) датирају од пре најмање 6000 година пре нове ере. Археолози су 2018. пријавили да су пронашли доказе о прављењу хлеба на Шубајки 1, натуфијском локалитету ловаца-сакупљача старијем од 14.000 година у северозападном Јордану. Римљани су први млели семе на коничним млиновима. Године 1786, на почетку индустријске ере, у Лондону је завршен први млин за брашно на парни погон, Албион Милс, Саутворк. Тридесетих година прошлог века, део брашна је почео да се обогаћује гвожђем, ниацином, тиамином и рибофлавином. У 1940-им, млинови су почели да обогаћују брашно, а фолна киселина је додата на листу током 1990-их.

### Одкличено и термички обрађено брашно
Важан проблем индустријске револуције био је очување брашна. Транспортне удаљености и релативно спор систем дистрибуције сукобили су се са природним роком трајања. Разлог ограниченог рока трајања су масне киселине клице, које реагују од тренутка када су изложене кисеонику. Ово се дешава када се зрно меље; масне киселине се оксидирају и брашно почиње да постаје ужегло. У зависности од климе и квалитета зрна, овај процес траје шест до девет месеци. У касном 19. веку, овај процес је био прекратак за циклус индустријске производње и дистрибуције. Пошто су витамини, микронутријенти и аминокиселине били потпуно или релативно непознати крајем 19. века, уклањање клица је било ефикасно решење. Без клице, брашно не може постати ужегло. Одкличено брашно је постало стандард. Одкличавање је отпочето у густо насељеним подручјима и била је потребна отприлике једна генерација да стигне до села. Термички обрађено брашно је брашно где се клица прво одваја од ендосперма и мекиња, затим обрађује на пари, на сувој топлоти или у микроталасној пећници и поново меша у брашно.

### Производња
Млевење брашна се врши млевењем зрна између камења или челичних точкова. Данас, „каменом-мљевено” обично значи да је жито мљевено у млину у којем се камени точак окреће преко непокретног каменог точка, вертикално или хоризонтално са зрнима између.

### Модерни млинови
Млинови на ваљцима су убрзо заменили камене млинове за млевење, јер је производња брашна историјски покретала технолошки развој, те су вршени покушаји да се млинови учине продуктивнијим и мање радно интензивним довели до воденице и ветрењаче. Ови термини се сада шире примењују на употребу воде и енергије ветра у друге сврхе осим млевења. У скорије време, Јунафајн млин, млин ударног типа, развијен је средином 20. века.

## Композиција
]
Брашно садржи висок удео скроба, који су подскуп сложених угљених хидрата познатих, познатих као полисахариди. Врсте брашна које се користе у кувању укључују вишенаменско брашно (познато као обично изван Северне Америке), брашно које се само диже и брашно за колаче укључујући избељено брашно. Што је већи садржај протеина, то је брашно тврђе и јаче, и то ће више произвести хрскави или жилавији хлеб. Што је мање протеина, то је брашно мекше, што је боље за торте, колаче и коре за питу. Брашно житарица се састоји било од ендосперма, клица и мекиња заједно (брашно од целог зрна) или само од ендосперма (рафинисано брашно).

### Избељено брашно
„Бељено брашно“ је „рафинисано“ брашно са додатком хемијског средства за избељивање (бељење). Из „рафинисаног“ брашна су уклоњене клице и мекиње, које садрже велики део нутритивних влакана и витамина, и често се назива „бело брашно“.

#### Адитиви
Четири најчешћа адитива који се користе као средства за избељивање/зрење у САД су:
- Калијум бромат, наведен као састојак, агенс је за сазревање који јача развој глутена. Не избељује.
- Бензоил пероксид избељује, али не делује као агенс за сазревање. Нема утицаја на глутен.
- Аскорбинска киселина (витамин Ц) је наведена као састојак, било као индикација да је брашно сазрело помоћу аскорбинске киселине или да је мала количина додата као појачивач теста. То је средство за сазревање које јача развој глутена, али не избељује.
- Гас хлор се користи и као средство за избељивање и као средство за сазревање. Смањује развој глутена и оксидира скроб, олакшавајући брашну да упије воду и набубри, што резултира гушћим и чвршћим тестом. Успорено формирање глутена пожељно је у тортама, колачима и кексовима, јер би их иначе чинило жилавијим и сличним хлебу. Модификација скроба у брашну омогућава употребу влажнијег теста (дајући влажнији крајњи производ) без уништавања структуре неопходне за лагане, мекане колаче и бисквите.[10] Хлорисано брашно омогућава да се колачи и друга пецива брже стежу и боље дижу, а да се масноћа равномерније распоређује, уз мању подложност колапсу.

Неке друге хемикалије које се користе као средства за третман брашна за модификацију боје и својстава печења укључују:
- Хлор диоксид (нестабилан за транспорт у САД)
- Калцијум пероксид
- Азодикарбонамид или азобисформамид (синтетички)
- Атмосферски кисеоник изазива природно бељење.

Уобичајени конзерванси у комерцијалном брашну укључују:
- Калцијум пропаноат
- Натријум бензоат
- Трикалцијум фосфат
- Бутилирани хидроксианизол

#### Учесталост адитива
Сва средства за избељивање и сазревање (са могућим изузетком аскорбинске киселине) су забрањена у Уједињеном Краљевству.

#### Стара метода бељења
Стари начин набавке белог или „бељеног” брашна уопште није подразумевао употребу хемијских средстава. Уместо тога, зрна пшенице су била навлажена водом довољно дуго да спољна зрна пшенице која су садржала мекиње омекшају и, на крају, отпадну током млевења. На појединим местима листови сиријске руте (Peganum harmala) распоређивана су у слојевима између зрна и остављани у таквом стању неколико дана, све док испарења која су се емитовала из астрингентних листова биљке нису изазвала да се спољашњи део зрна пшеница разгради и раствори, остављајући чисто и бело брашно након млевења.

### Обогаћено брашно
Током процеса прављења брашна, посебно као резултат процеса бељења, хранљиве материје се губе. Неки од ових хранљивих састојака могу се заменити током рафинирања – резултат је познат као обогаћено брашно.

### Брашно за колаче
Брашно за колаче има најнижи садржај протеина глутена, са 6-7% (5-8% према другом извору) протеина који производи минимално везивање тако да се колач лако "мрви".

## Производња
Брашно се некада добијало млевењем између два млинска камена од којих би се један окретао. Млин је био покретан слободним падом воде преко точка који би окретао, преко преносног механизма, млински камен. Млинар је био та особа која је имала млин, која је посао мељаве радила најчешће за „ушур“ тј. део самлевеног брашна би остајао млинару.
Данас постоје парни и електрични млинови далеко већег капацитета. У млиновима се брашно и сеје и пакује у џакове.
У индустријској производњи брашна, брашно за купца се добија мешањем различитих врста брашна која се опет добијају од различитих врста жита. Проблем је у томе да квалитетнија „тврда“ жита имају мање приносе па су самим тим и скупља. Овако се брашно типизира, као што се и млеко типизира на одређен проценат масноће (на пример 2,8%)
Брашно се производи целе године, жито се повлачи за мељаву из силоса, где се жито чува после жетве. Зато је најбоље куповати брашно пред жетву јер онда има најмањи проценат влаге, тј. од жетве је имало времена да се осуши.
У Војводини, где постоји значајно искуство са брашном и његовим чувањем, оно се чува у дрвеним сандуцима, а ако се у брашну појаве инсекти (мољци и сл) то је само знак да је брашно добро.
Пре сваког мешења брашно треба поново просејати из напред наведеног разлога а и да ваздух „уђе“ у њега те да се хлеб или колачи боље дижу под утицајем квасца.

## Врсте брашна
У зависности од „тврдоће“ жита, постоје мека (за хлеб пре свега) и тврда брашна (за колаче).
У зависности од величине рупа на ситу брашна су више бела или тамнија. Беље брашно је од језгра жита тј. у њему нема спољне кошуљице од зрна. То су брашна Тип-400 или Тип-500. Ова брашна немају витамине и минерале као црња брашна Тип-800 или Тип-1100. Зато је црни хлеб здравији.
Тип брашна се установљава спаљивањем истог у калориметру и процентом пепела које остаје при сагоревању. Тип-400 је нпр 0,4% пепела, Тип-500 је 0,5% пепела и тд.

## Галерија
- Колонија гљивица изолована у житном брашну
- Примитивни жрвањ за млевење житарица (берберско село, Тунис).